# Джаяварман II (династія Парамара)
Джаяварман II — індійський правитель Малави з династії Парамара. Відомий також як Джаясімха II.

## Життєпис
Син Девапали. 1256 року спадкував братові Джайтугідеві. Вів запеклі війни з делійським маліком Балбаном, Крішною, магараджею Сеунів й Вісаладевою Ваґелою, правителем в Гуджараті. Загалмо зумів відстояти корінні володіння династії. 
Помер 1274 року. Йому спадкував син Арджунаварман II.